# Ramisia
Ramisia é um género botânico pertencente à família Nyctaginaceae.

## Espécies
Apenas duas espécies pertencem ao género:
- Ramisia brasiliensis
- Ramisia reclinata